# Матлака-Айлс-Матлака-Шорс (Флорида)
Матлака-Айлс-Матлака-Шорс (англ. Matlacha Isles-Matlacha Shores) — статистически обособленная местность, расположенная в округе Ли (штат Флорида, США) с населением в 304 человека по статистическим данным переписи 2000 года.

## География
По данным Бюро переписи населения США, статистически обособленная местность Матлака-Айлс-Матлака-Шорс имеет общую площадь в 1,04 квадратных километров, из которых 0,52 кв. километров занимает земля и 0,52 кв. километров — вода. Площадь водных ресурсов округа составляет 50 % от всей его площади.

## Демография
По данным переписи населения 2000 года, в Матлака-Айлс-Матлака-Шорс проживало 304 человека, 96 семей, насчитывалось 159 домашних хозяйств и 205 жилых домов. Средняя плотность населения составляла около 292,31 человека на один квадратный километр. Расовый состав населённого пункта распределился следующим образом: 99,01 % белых, 0,33 % — коренных американцев, 0,33 % — азиатов, 0,33 % — выходцев с тихоокеанских островов, Испаноговорящие составили 1,32 % от всех жителей статистически обособленной местности.
Из 159 домашних хозяйств в 5,7 % воспитывали детей в возрасте до 18 лет, 52,8 % представляли собой совместно проживающие супружеские пары, в 4,4 % семей женщины проживали без мужей, 39,6 % не имели семей. 34,6 % от общего числа семей на момент переписи жили самостоятельно, при этом 15,7 % составили одинокие пожилые люди в возрасте 65 лет и старше. Средний размер домашнего хозяйства составил 1,91 человек, а средний размер семьи — 2,40 человек.
Население статистически обособленной местности по возрастному диапазону по данным переписи 2000 года распределилось следующим образом: 6,6 % — жители младше 18 лет, 2,6 % — между 18 и 24 годами, 15,5 % — от 25 до 44 лет, 40,1 % — от 45 до 64 лет и 35,2 % — в возрасте 65 лет и старше. Средний возраст жителей составил 59 лет. На каждые 100 женщин в Матлака-Айлс-Матлака-Шорс приходилось 109,7 мужчин, при этом на каждые сто женщин 18 лет и старше приходилось 102,9 мужчин также старше 18 лет.
Средний доход на одно домашнее хозяйство статистически обособленной местности составил 31 528 долларов США, а средний доход на одну семью — 36 250 долларов. При этом мужчины имели средний доход в 22 500 долларов США в год против 32 500 долларов среднегодового дохода у женщин. Доход на душу населения статистически обособленной местности составил 31 528 долларов в год. 7,4 % от всего числа семей в населённом пункте и 4,8 % от всей численности населения находилось на момент переписи населения за чертой бедности, при том все жители младше 18 и старше 65 лет имели совокупный доход, превышающий прожиточный минимум.